# تقويم كردي
التقويم الكردي (بالكردية: ڕۆژژمێری کوردی، Řûjjmêri Kûrdî) هو تقويم شمسي ومستخدم رسمِيّاً في كردستان العراق إلى جانب التقويم الإسلامي والميلادي. يرجع تاريخه إلى 21 مارس سنة 612 قبل الميلاد.
اعتبارًا من 21 مارس 2021، يكون العام الكردي الجديد 2633.

## تاريخ
تميزت بداية التقويم بمعركة نينوى، غزو الآشوريين من قبل الميديون والبابليين عام 612 قبل الميلاد. حدث تاريخي في تاريخ الكرد يقابل تقريبًا إقامة إمبراطورية ميديا.
على الرغم من اعتماد التقويم رسميًا في كردستان العراق، إلا أن استخدامه محدود. يستخدم كرد إيران التقويم على نطاق واسع لأنه مطابق تقريبًا للتقويم الإيراني. لا يستخدم الكرد التقويم في تركيا وسوريا لأنه يرتبط بالقومية الكردية ويصطدم بالتقويمات الرسمية للدولة.

## تفاصيل التقويم الكردي
تم تصميم التقويم ليتناسب مع هياكل المجتمع من خلال تقسيمه إلى موسمين (الصيف والشتاء). تنقسم السنة إلى أربعة مواسم تتكون من 12 شهرًا لكل شهر سبعة أيام. تمتد الأشهر التي تقع في فصل الصيف لمدة 31 يومًا بينما تمتد الأشهر التي تقع في فصل الشتاء لمدة 30 يومًا. الاستثناء من ذلك هو الشهر الأخير من فصل الشتاء الذي يعمل بمثابة سنة كبيسة وبالتالي سيتراوح بين 29 و30 يومًا.

### أسماء الشهور
غالبًا ما يتم اشتقاق أسماء الأشهر من أحداث المجتمع في ذلك الشهر
| ترتيب | أيام  | النص الأصلي | المعنى المحتمل                                                   |
| ----- | ----- | ----------- | ---------------------------------------------------------------- |
| 1     | 31    | خاکەلێوە    |                                                                  |
| 2     | 31    | گوڵان       | من المحتمل أن تكون مشتقة من الكلمة الكردية 'Gul' التي تعني زهرة. |
| 3     | 31    | زەردان      |                                                                  |
| 4     | 31    | پووشپەڕ     |                                                                  |
| 5     | 31    | گەلاوێژ     | سميت باسم نجمة 'Gelawêj' التي أصبحت مرئية في هذا الشهر.          |
| 6     | 31    | خەرمانان    | من المحتمل أن تكون مشتقة من الكلمة الكردية 'Xerm' بمعنى دافئ.    |
| 7     | 30    | بئران       |                                                                  |
| 8     | 30    | گێزان       |                                                                  |
| 9     | 30    | ساران       |                                                                  |
| 10    | 30    | بەفران      | من المحتمل أن تكون مشتقة من كلمة 'Befr' التي تعني الثلج          |
| 11    | 30    | ڕێبەندان    |                                                                  |
| 12    | 29/30 | ڕەشەمە      |                                                                  |